# 竹内眉山
竹内 眉山（たけのうち びざん、天明元年〈1781年〉 - 嘉永7年7月21日〈1854年8月14日〉）は、江戸時代後期の版元、浮世絵師。

## 来歴
通称孫八。東一、竹孫、万宝とも号す。江戸で質屋の竹内孫七の次男として生まれ、霊巌島塩町に住む。竹内孫八の名で地本錦絵問屋の保永堂を営んでおり、小さな版元であったが、天保4年（1833年）から天保5年（1834年）にかけて初代歌川広重の横大判錦絵揃物「東海道五十三次之内」を版行したことで著名で、他に広重の「近江八景」、広重と渓斎英泉の合作「木曽海道六十九次」などを版行したことで知られている。その傍ら、天保年間頃には自らも四条派の影響を受けた大判錦絵の人物画や風景画のほか、狂歌本や合巻の挿絵を描く。享年74。

## 作品
- 『俳諧歌六々画像集』1冊　狂歌本、天保3年（1832年）刊行　※挿絵
- 『戯劇百人一首闇夜礫』1冊　天保4年刊行　※挿絵
- 『御大相志目多発鬻』（ごたいそうしめたはつうり）四巻　合巻、天保4年刊行　※挿絵
- 『三国太郎再来伝』六巻　合巻、天保6年（1835年）刊行　※歌川国直、歌川国芳とともに挿絵を担当
- 『職人尽花月集』1冊　天保8年（1837年）刊行　※挿絵
- 「江戸名所の内　隅田堤のさくら」　大判3枚続錦絵  ※広重風の風景画
- 「天竺美人図」　紙本着色